# 북극성 (1982년 영화)
《북극성》(The North Star, L' Etoile Du Nord)은 프랑스에서 제작된 피에르 그라니에-데페르 감독의 1982년 영화이다. 시몬느 시뇨레 등이 주연으로 출연하였고 알랭 사르드 등이 제작에 참여하였다.

## 출연

### 주연
- 시몬느 시뇨레
- 필립 느와레
- 패니 코텐콩
- 줄리 제지쿠엘
- 장 루게리

### 조연
- Mohsen Zaaza
- 도미니크 자르디

## 기타
- 원작자: 조르주 심농
- 미술: 도미니크 앙드레
- 의상: 캐서린 레터리어